# KNM Kobben (1909)
Pour les autres navires du même nom, voir KNM Kobben.
Le KNM Kobben (renommé A-1 en 1913) est le premier sous-marin de la Marine royale norvégienne. Il a été livré le 28 novembre 1909. Le bateau a été désarmé en 1926 et démoli en 1933. Il a été remplacé par la classe A.